# المنارة (أفلح اليمن)

تعديل مصدري - تعديل

المنارة هي إحدى قرى عزلة بني يعمر بمديرية أفلح اليمن التابعة لمحافظة حجة، بلغ تعداد سكانها 129 نسمة حسب تعداد اليمن لعام 2004.